# مخروط‌افکنه برون‌شستی

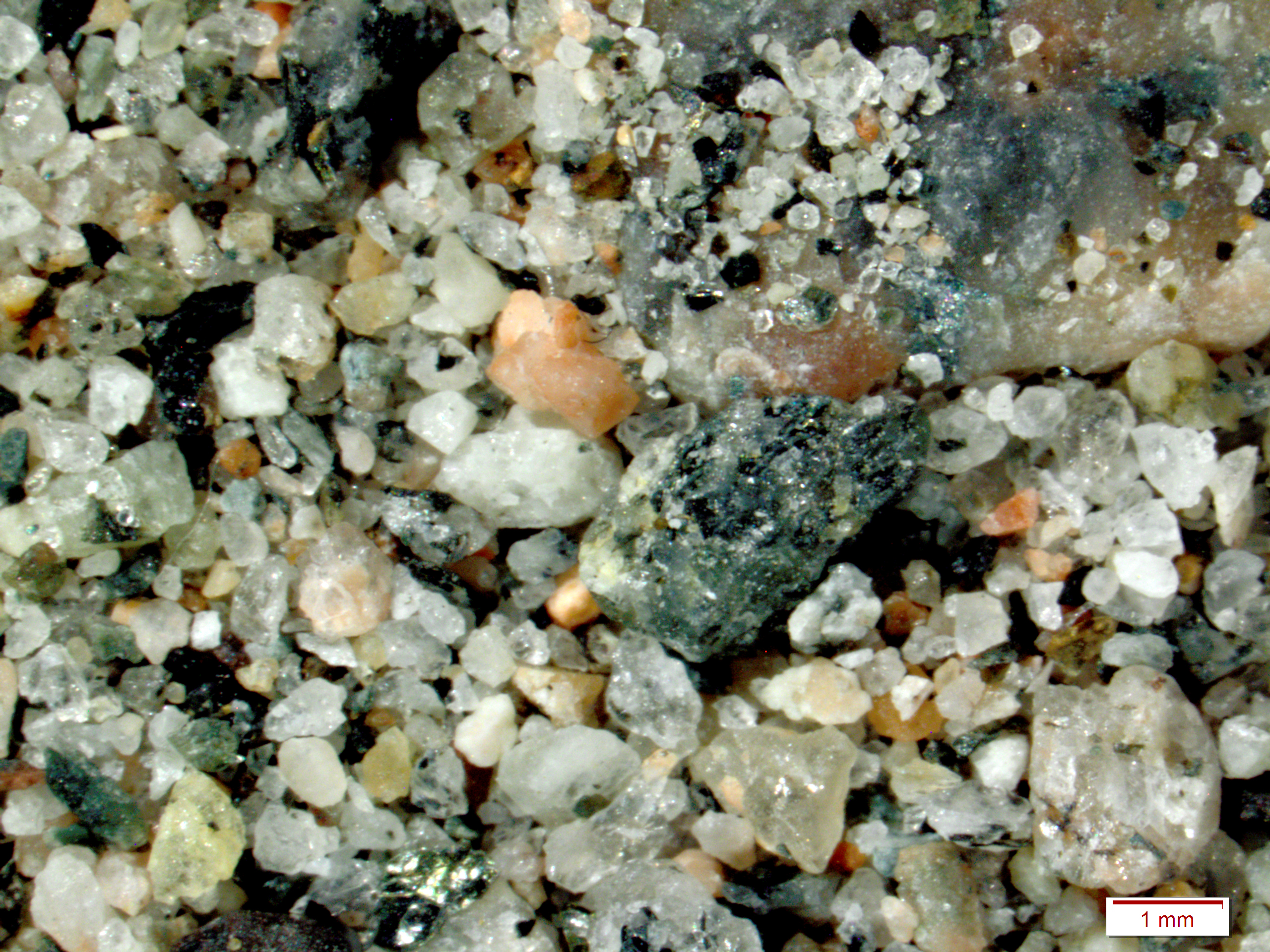
رسوبات برون‌شستی یخچالی در یخچال راسموسن، گرینلند

مخروط‌افکنه برون‌شُستی پهنه‌ای رسوبی به‌شکل بادبزنی و مخروطی است که توسط جریان‌های شریانی ناشی از ذوب یک یخچال طبیعی، نهشته‌گذاری شده‌است. رسوبات محصور شده در یخ‌های یخچال طبیعی توسط جریان‌های آب ذوب‌شده منتقل شده و در محل یخچال‌پوز، بر روی دشت برون‌شستی نهشته می‌شوند. دشت برون‌شستی که از نهشته‌های یخچالی-رودخانه‌ای ناشی از جریان آب ذوب‌شده شکل گرفته و مخروط‌افکنه را پدیدمی‌آورد، معمولاً به دلیل مسافت کوتاهی که قبل از رسوب‌گذاری طی می‌شود، جورشدگی ضعیفی دارد.

## شکل‌گیری
مخروط‌افکنه‌های برون‌شستی معمولاً از یخچال‌های طبیعی دره‌ای تشکیل می‌شوند که در سراشیبی کوه‌ها جریان دارند؛ بنابراین این نوع مخروط‌افکنه‌ها معمولاً در محیط‌های سردتر یافت می‌شوند که فراوانی یخچال‌ها در آن‌ها بیشتر است و اغلب در جایی قرار دارند که یک دره یا ژرف‌دره به دشتی پهن‌تر می‌ریزد.
مخروط‌افکنه برون‌شُستی زمانی شکل می‌گیرد که آب ذوب شده ناشی از نهشته‌های یخچال در حال پسروی، رسوبات را به شکل مخروط در امتداد دشت برون‌شستی منتقل می‌کند. یخچال‌های طبیعی حاوی مقادیر زیادی رسوب (مانند ماسه، لای و رس) هستند که بر اثر فرایندهای فرسایشی یخچالی مانند سایش یا فرسایش یخچالی، بین یخچال و سنگ بستر زیرین جمع می‌شوند. با آغاز پسروی یخچال و افزایش یخ‌کاست، ذوب یخ رسوبات را از یک منبع مشخص، در بخش پوزه یخچال نهشته می‌کند. آب ناشی از ذوب یخچال باعث تشکیل رودخانه شریانی شده، سپس رسوب را به فاصله دورتری حمل کرده و دوباره آن را دورتر از یخچال نهشته می‌کند.